# علاقات هونغ كونغ الخارجية

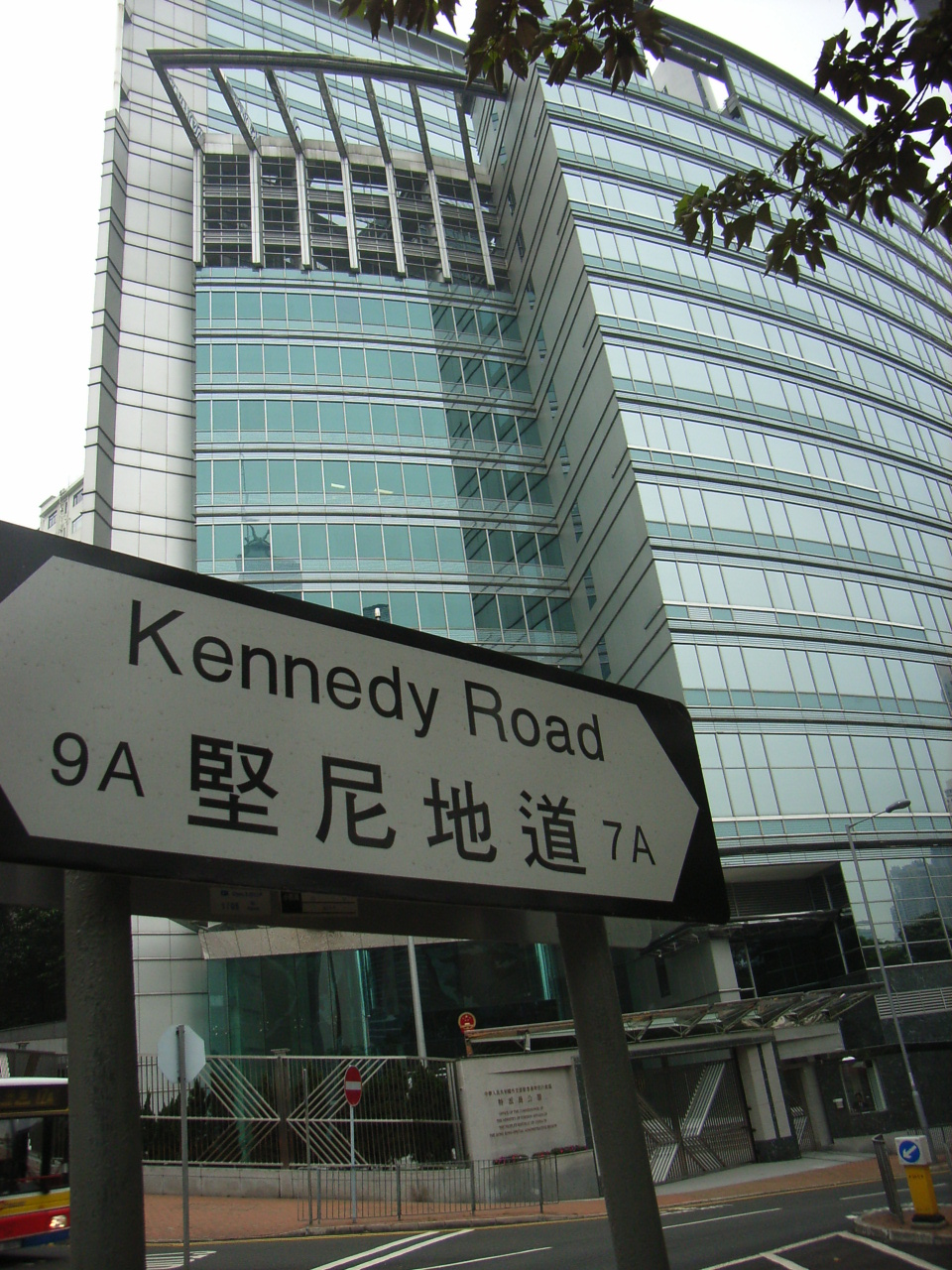
مكتب مفوض وزارة خارجية جمهورية الصين الشعبية في منطقة هونغ كونغ الإدارية الخاصة

بموجب قانون هونغ كونغ الأساسي، فإن منطقة هونغ كونغ الإدارية الخاصة مسؤولة بشكل حصري عن شؤونها الداخلية وعلاقاتها الخارجية، في حين أن حكومة جمهورية الصين الشعبية هي المسؤولة عن الدفاع وشؤونها الخارجية.
باعتبارها منطقة جغرافية منفصلة، تحافظ هونغ كونغ على العلاقات مع الدول والمناطق الأجنبية وتطورها مع الدول والمناطق الأجنبية، كما تلعب دوراً نشطاً في المنظمات الدولية مثل منظمة التجارة العالمية، ومنظمة التعاون الاقتصادي لآسيا والمحيط الهادي في حد ذاتها.
تحت اسم هونغ كونغ، الصين. تشارك هونغ كونغ في 16 مشروعًا من أهداف الأمم المتحدة للتنمية المستدامة.

## نبذة تاريخية
كانت هونغ كونغ تحت الحكم البريطاني قبل 1 يوليو 1997. وقبل تنفيذ قانون مكتب هونغ كونغ الاقتصادي والتجاري لعام 1996 الذي سنه البرلمان البريطاني، مثلت هونغ كونغ مصالحها في الخارج من خلال مكاتب هونغ كونغ الاقتصادية والتجارية (HKETOs) وعبر مكتب خاص في السفارات البريطانية أو اللجان العليا، ولكن هذا الأخير توقف بعد نقل سيادة هونغ كونغ إلى جمهورية الصين الشعبية حيث أصبحت منطقة إدارية خاصة (SAR) تابعة لجمهورية الصين في عام 1997.

## وصلات خارجية
- وزارة الشؤون الخارجية لجمهورية الصين الشعبية
- قسم البروتوكول في حكومة هونغ كونغ
- مكتب مفوض وزارة الشؤون الخارجية في جمهورية الصين الشعبية في هونغ كونغ
- مكتب مفوض وزارة الشؤون العامة لجمهورية الصين الشعبية في ماكاو